# سلام ونکی
سلام ونکی (هندی: సలామ్ వెంకీ) یک فیلم درام هندی در سبک برشی از زندگی به کارگردانی رواتهی با بازی کاجول و ویشال جتوا است که در سال ۲۰۲۲ منتشر شد. این فیلم حول محور داستان واقعی مادری است که هر کاری از دستش بر می‌آید انجام می‌دهد تا پسرش را که به دیستروفی ماهیچه‌ای دوشن  تشخیص داده شده‌است، به بهترین شکل زندگی کند.
فیلمبرداری اصلی در ۱۱ فوریه ۲۰۲۲ آغاز شد. این فیلم در ۹ دسامبر ۲۰۲۲ در سینما اکران شد. همچنین این فیلم بر اساس کتاب آخرین هورا  نوشته شریکانت مورتی است که بر اساس وقایع زندگی واقعی کولاوننو ونکاتش و مادرش است.